# Cheumatopsyche expeditionis
Cheumatopsyche expeditionis is een schietmot uit de familie Hydropsychidae. De soort komt voor in het Australaziatisch gebied.